# ادوارد سیمونی
ادوارد سیمونی (به آلمانی: Edward Simoni) (زاده ۷ اوت ۱۹۵۹ - بیتوم) نوازنده موسیقار پن فلوت و آهنگساز لهستانی-آلمانی است.
وی بیشتر به دلیل انتشار آهنگ پاپکرن از آلبوم Pan-Phantasien شناخته میشود.